# نورلانگا سنتر، استرالیای جنوبی
نورلانگا سنتر (به انگلیسی: Noarlunga Centre) یک حومه شهر در استرالیا است که در استرالیای جنوبی واقع شده‌است.

## امکانات
مرکز نورلانگا مجتمع بزرگی است که خیلی از اماکن در آن قرار دارد. دفتر مرکزی شورای اونکاپارینگا، نورلانگا تافی، کتابخانه نورلانگا و بیمارستان نورلانگا در این منطقه واقع شده‌اند، همچنین پنج سینمای والیس، محل بولینگ، اسکی روی یخ، مرکز شنا، مزکز پروزش اندام بیست و چهار ساعته پادی اسمیت، و همچنین محل برگزاری چند ورزش. تعدادی از خرده فروشان در این منطقه بزرگ هستند و بیش از ۲۰۰ محل اقامت در فروشگاه بزرگ کولونید سنتر وجود دارد، همچنین تعداد کمی محل در جاده دایسون و تعدادی نیز در منطقه پشتی کولونید قرار دارد. مرکز بهداشت نورلانگا: واقع در مرکز بیمارستان نورلانگا، که یک مجتمع بهداشتی منطقه‌ای ۱۰۸ تخت خوابه می‌باشد. بیمارستان نورلانگا در سال ۱۹۸۵ به عنوان یک سازمان بهداشت منطقه ای تأسیس شد.

## حمل و نقل
مرکز مبادله نورلانگا
در مرکز نورلانگا، فقط در نزدیکی مرکز خرید کولونید سنتر، مرکز مبادله نورلانگا، ارائه خدمات متعدد اتوبوس در هر نقطه و در منطقه مترو و همچنین ایستگاه قطار، برای رسیدن به آدلاید با قطارهای راه‌آهن. علاوه بر این بزرگراه جنوبی نیز دارای رمپ ورودی / خروجی است که در نورلانگا واقع است.
اتوبوس‌های شهر ایاب و ذهاب بین ایستگاه‌ها و کلنادهای مرکزی را تأمین می‌کند خطوط عبارتند از: ۷۲۱، T721, 722, T۷۲۲، ۷۲۳.

## آب و هوا

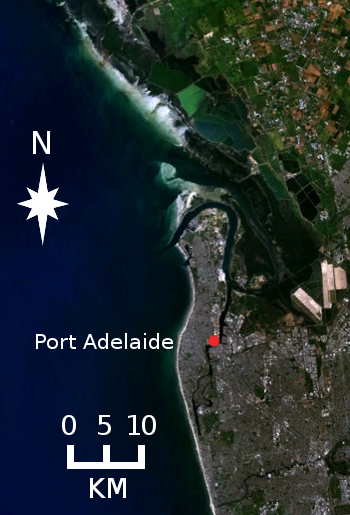
تصویر ماهواره ای از آدلاید نورلانگا نشان می‌دهد

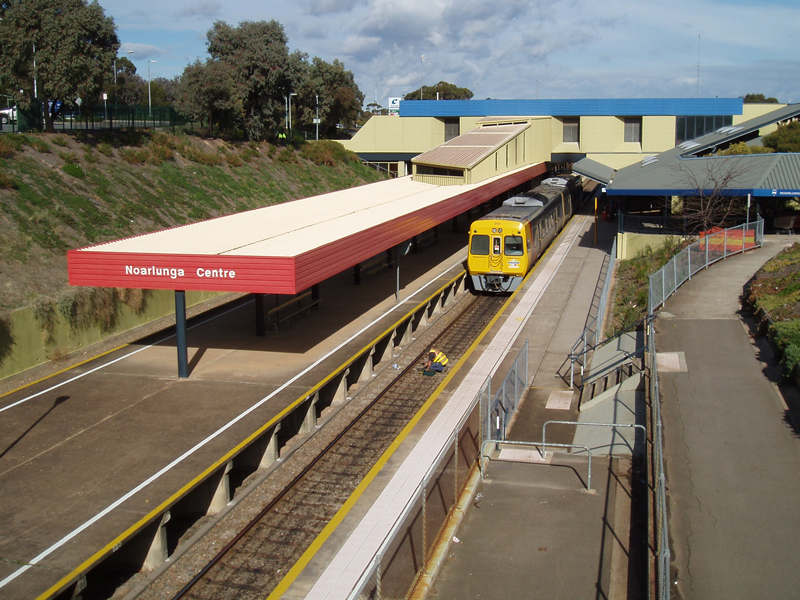
مرکز مبادلاه نورلانگا

| داده‌های اقلیم نورلانگا (55m ASL) | داده‌های اقلیم نورلانگا (55m ASL) | داده‌های اقلیم نورلانگا (55m ASL) | داده‌های اقلیم نورلانگا (55m ASL) | داده‌های اقلیم نورلانگا (55m ASL) | داده‌های اقلیم نورلانگا (55m ASL) | داده‌های اقلیم نورلانگا (55m ASL) | داده‌های اقلیم نورلانگا (55m ASL) | داده‌های اقلیم نورلانگا (55m ASL) | داده‌های اقلیم نورلانگا (55m ASL) | داده‌های اقلیم نورلانگا (55m ASL) | داده‌های اقلیم نورلانگا (55m ASL) | داده‌های اقلیم نورلانگا (55m ASL) | داده‌های اقلیم نورلانگا (55m ASL) |
| ماه                              | ژانویه                           | فوریه                            | مارس                             | آوریل                            | مه                               | ژوئن                             | ژوئیه                            | اوت                              | سپتامبر                          | اکتبر                            | نوامبر                           | دسامبر                           | سال                              |
| -------------------------------- | -------------------------------- | -------------------------------- | -------------------------------- | -------------------------------- | -------------------------------- | -------------------------------- | -------------------------------- | -------------------------------- | -------------------------------- | -------------------------------- | -------------------------------- | -------------------------------- | -------------------------------- |
| سابقهٔ بیش‌ترین °C (°F)            | ۴۴٫۶ (۱۱۲)                       | ۴۳٫۴ (۱۱۰)                       | ۳۹٫۵ (۱۰۳)                       | ۳۵٫۴ (۹۶)                        | ۲۹٫۲ (۸۵)                        | ۲۵٫۱ (۷۷)                        | ۲۲٫۱ (۷۲)                        | ۲۷٫۳ (۸۱)                        | ۳۱٫۵ (۸۹)                        | ۳۷٫۴ (۹۹)                        | ۴۱٫۸ (۱۰۷)                       | ۴۱٫۶ (۱۰۷)                       | ۴۴٫۶ (۱۱۲)                       |
| میانگین بیش‌ترین °C (°F)          | ۲۸٫۷ (۸۴)                        | ۲۷٫۷ (۸۲)                        | ۲۵٫۷ (۷۸)                        | ۲۲٫۳ (۷۲)                        | ۱۸٫۵ (۶۵)                        | ۱۵٫۶ (۶۰)                        | ۱۴٫۸ (۵۹)                        | ۱۵٫۹ (۶۱)                        | ۱۸٫۶ (۶۵)                        | ۲۱٫۴ (۷۱)                        | ۲۴٫۹ (۷۷)                        | ۲۶٫۴ (۸۰)                        | ۲۱٫۷ (۷۱)                        |
| میانگین روزانه °C (°F)           | ۲۲٫۹ (۷۳)                        | ۲۲٫۳ (۷۲)                        | ۲۰٫۷ (۶۹)                        | ۱۸٫۰ (۶۴)                        | ۱۵٫۰ (۵۹)                        | ۱۲٫۵ (۵۵)                        | ۱۱٫۸ (۵۳)                        | ۱۲٫۴ (۵۴)                        | ۱۴٫۵ (۵۸)                        | ۱۶٫۵ (۶۲)                        | ۱۹٫۵ (۶۷)                        | ۲۰٫۹ (۷۰)                        | ۱۷٫۲ (۶۳)                        |
| میانگین کم‌ترین °C (°F)           | ۱۷٫۱ (۶۳)                        | ۱۶٫۹ (۶۲)                        | ۱۵٫۶ (۶۰)                        | ۱۳٫۶ (۵۶)                        | ۱۱٫۵ (۵۳)                        | ۹٫۳ (۴۹)                         | ۸٫۷ (۴۸)                         | ۸٫۸ (۴۸)                         | ۱۰٫۴ (۵۱)                        | ۱۱٫۵ (۵۳)                        | ۱۴٫۱ (۵۷)                        | ۱۵٫۴ (۶۰)                        | ۱۲٫۷ (۵۵)                        |
| سابقهٔ کم‌ترین °C (°F)             | ۱۰٫۰ (۵۰)                        | ۹٫۰ (۴۸)                         | ۹٫۰ (۴۸)                         | ۵٫۹ (۴۳)                         | ۴٫۴ (۴۰)                         | ۳٫۵ (۳۸)                         | ۲٫۴ (۳۶)                         | ۳٫۰ (۳۷)                         | ۴٫۰ (۳۹)                         | ۴٫۰ (۳۹)                         | ۶٫۰ (۴۳)                         | ۷٫۶ (۴۶)                         | ۲٫۴ (۳۶)                         |
| بارندگی میلی‌متر (اینچ)           | ۱۸٫۱ (۰٫۷۱)                      | ۱۹٫۶ (۰٫۷۷)                      | ۲۱٫۶ (۰٫۸۵)                      | ۳۳٫۴ (۱٫۳۱)                      | ۵۳٫۷ (۲٫۱۱)                      | ۶۲٫۷ (۲٫۴۷)                      | ۶۶٫۶ (۲٫۶۲)                      | ۵۳٫۷ (۲٫۱۱)                      | ۴۵٫۹ (۱٫۸۱)                      | ۳۲٫۰ (۱٫۲۶)                      | ۲۱٫۱ (۰٫۸۳)                      | ۲۱٫۹ (۰٫۸۶)                      | ۴۵۹٫۰ (۱۸٫۰۷)                    |
| میانگین روزهای بارانی            | ۴٫۸                              | ۳٫۸                              | ۶٫۰                              | ۸٫۵                              | ۱۳٫۴                             | ۱۵٫۴                             | ۱۷٫۷                             | ۱۶٫۷                             | ۱۳٫۹                             | ۹٫۳                              | ۷٫۵                              | ۷٫۸                              | ۱۲۴٫۸                            |
| درصد رطوبت                       | ۳۸                               | ۴۱                               | ۴۱                               | ۴۸                               | ۵۸                               | ۶۵                               | ۶۵                               | ۶۰                               | ۵۷                               | ۴۹                               | ۴۳                               | ۴۲                               | ۵۱                               |
| منبع:                            |                                  |                                  |                                  |                                  |                                  |                                  |                                  |                                  |                                  |                                  |                                  |                                  |                                  |

## نگارخانه

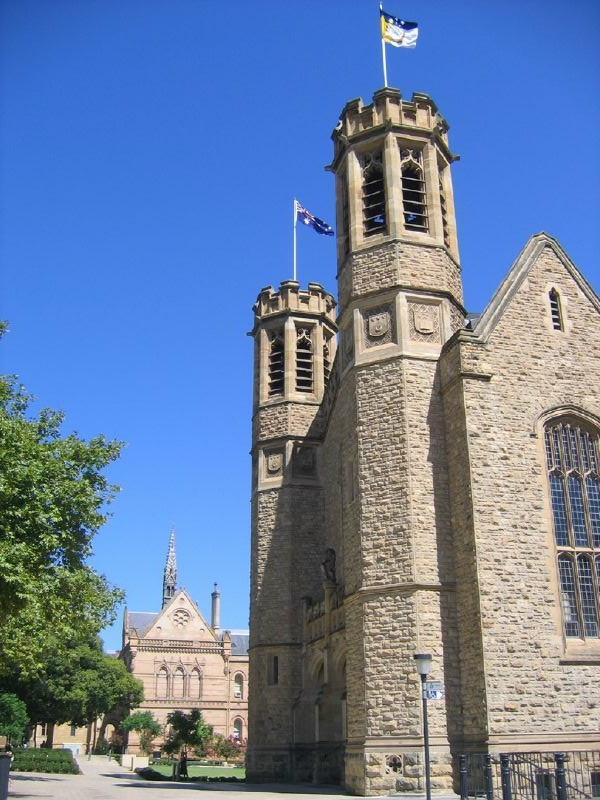
دانشگاه آدلاید
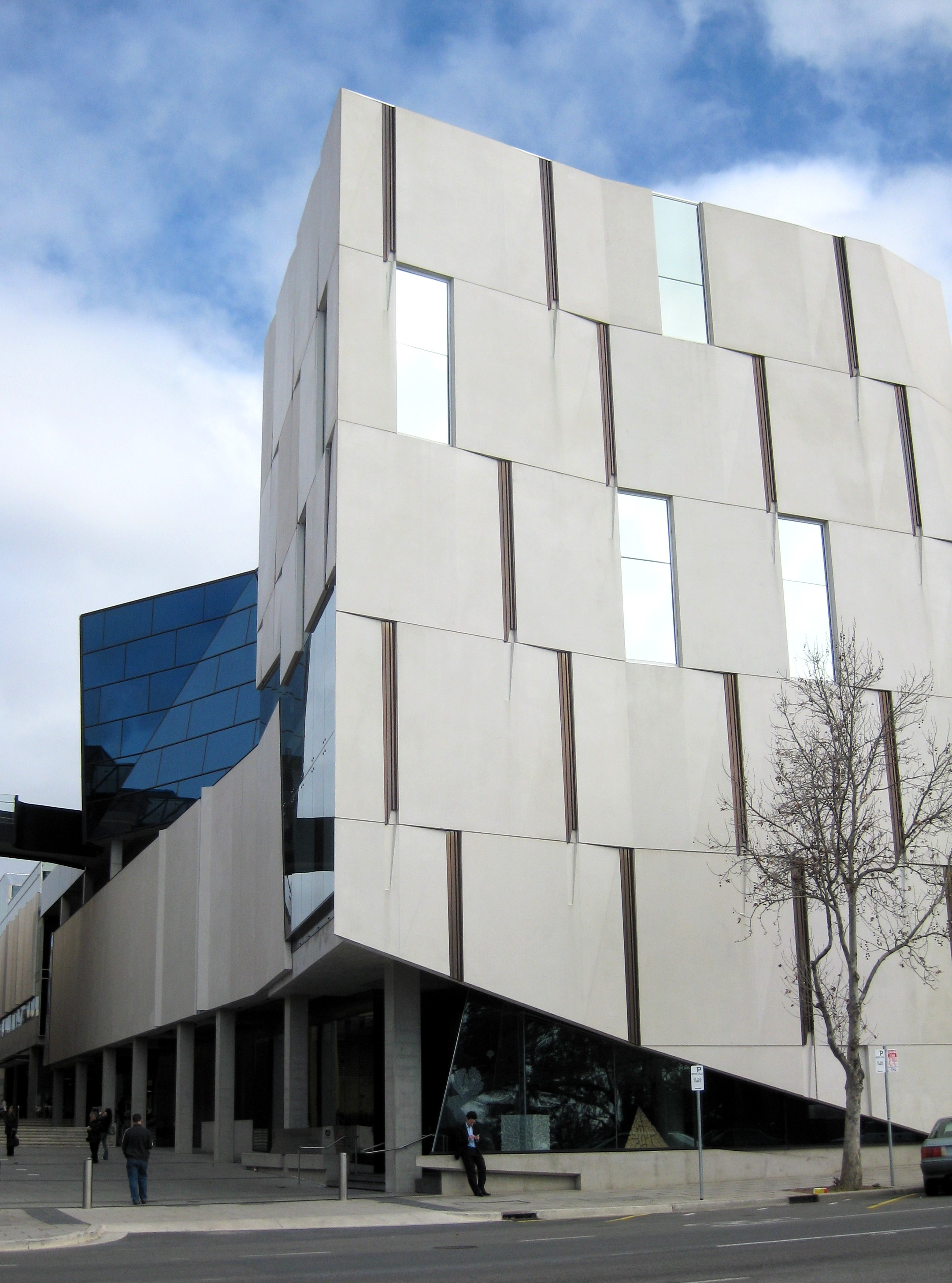
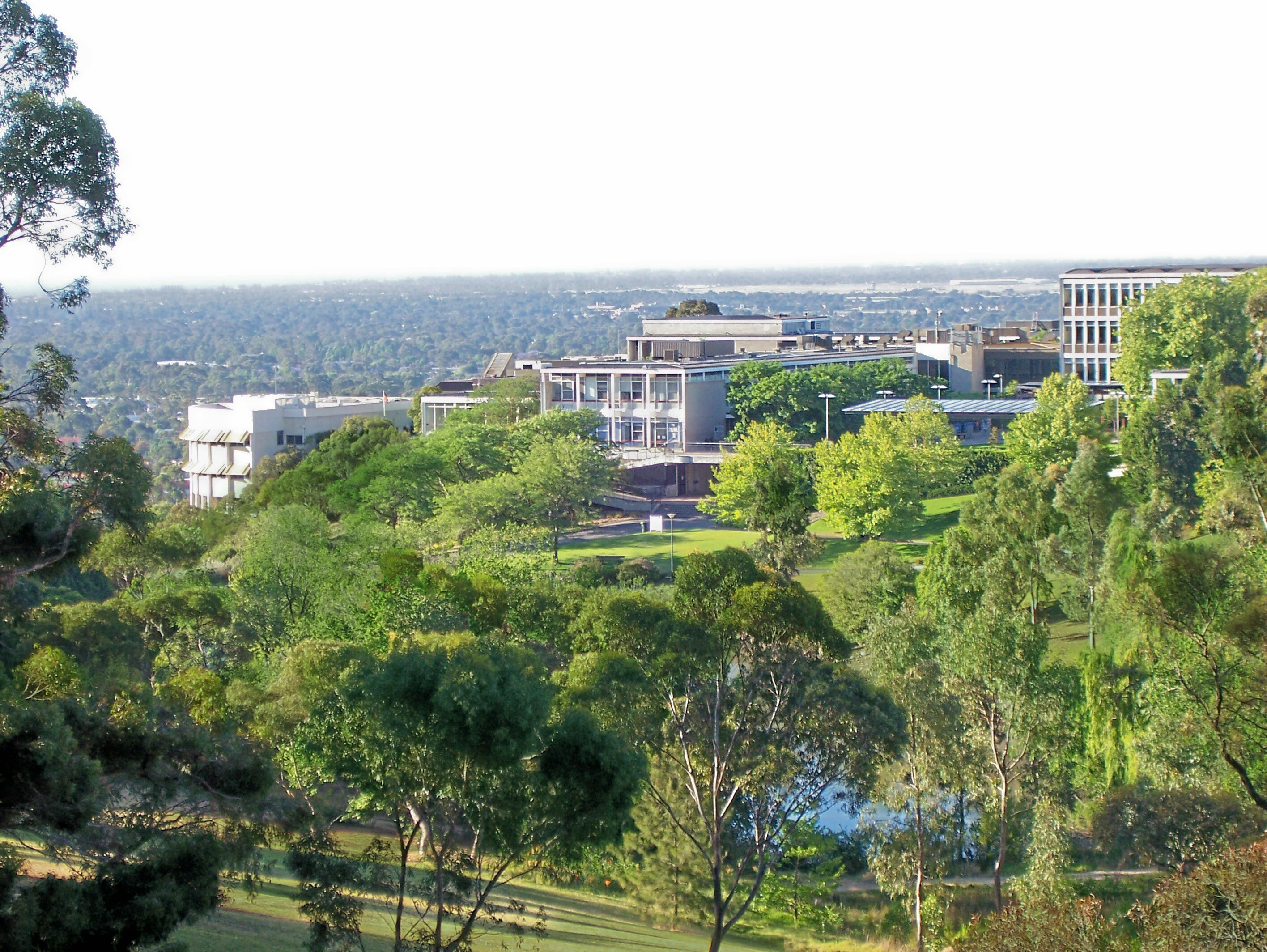
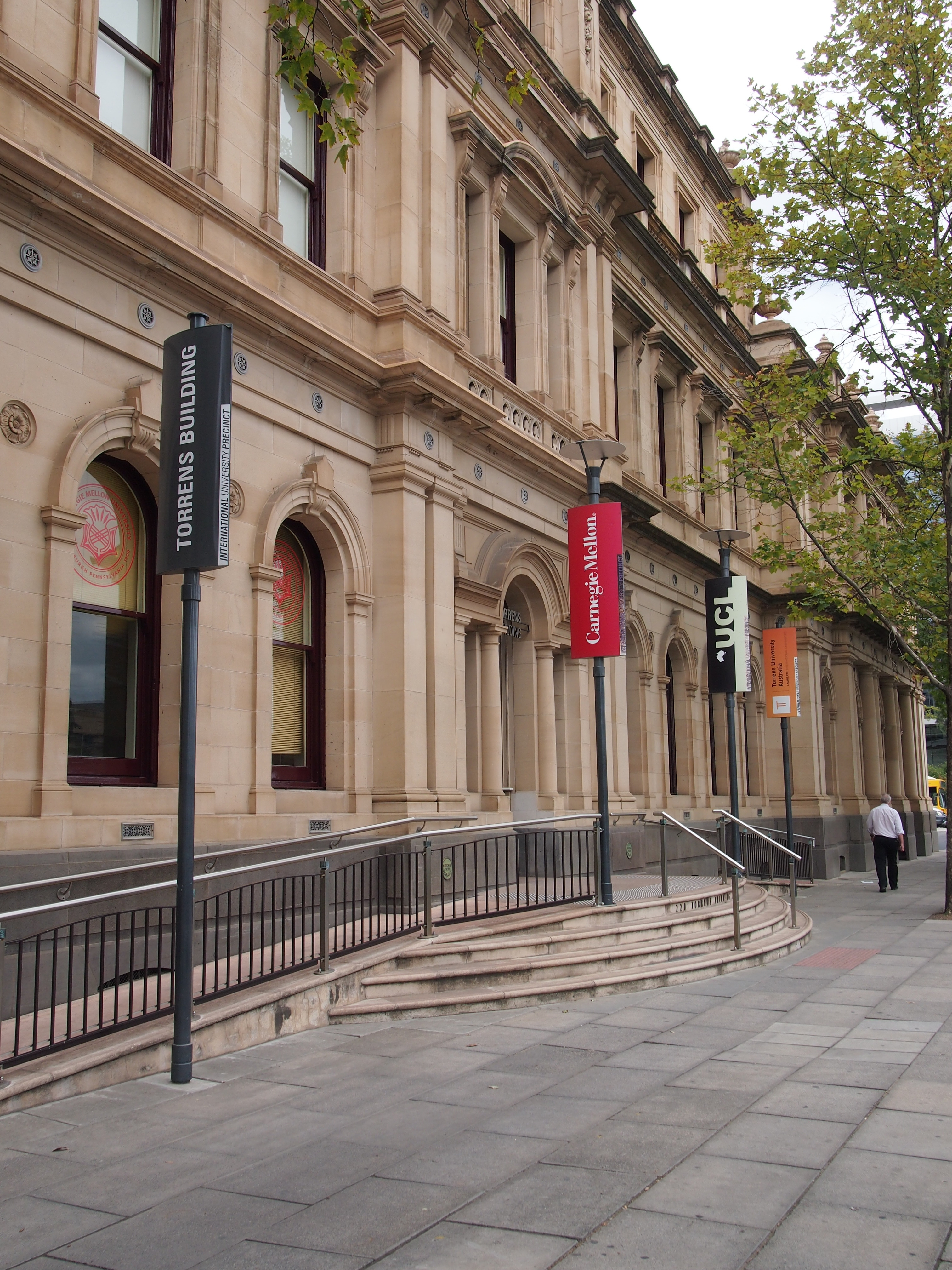
دانشگاه تورنس
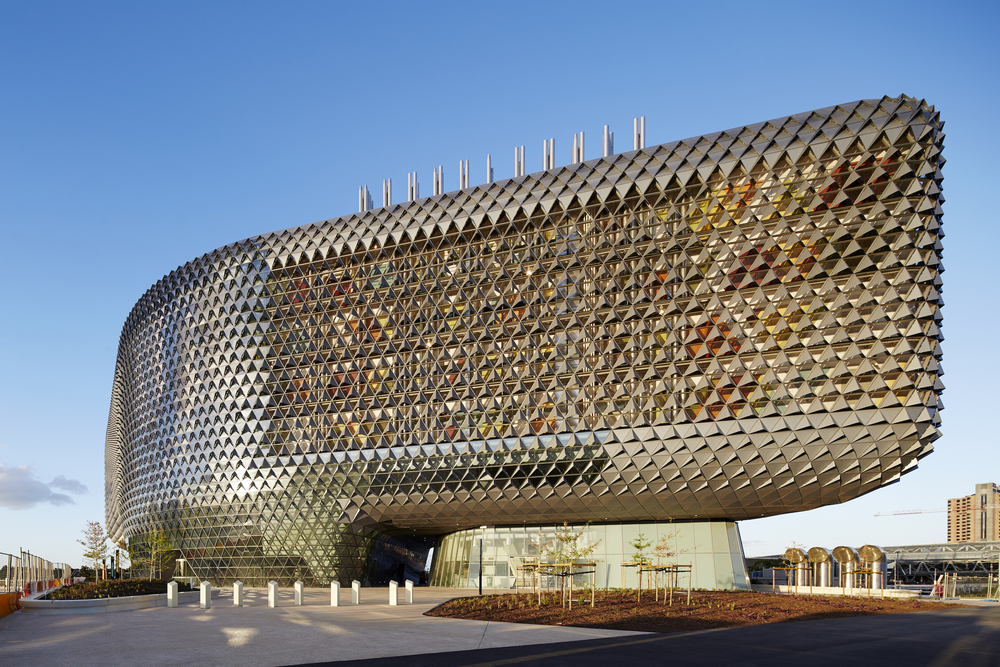
مرکز پزشکی استرالیای جنوبی